# Inke Arns

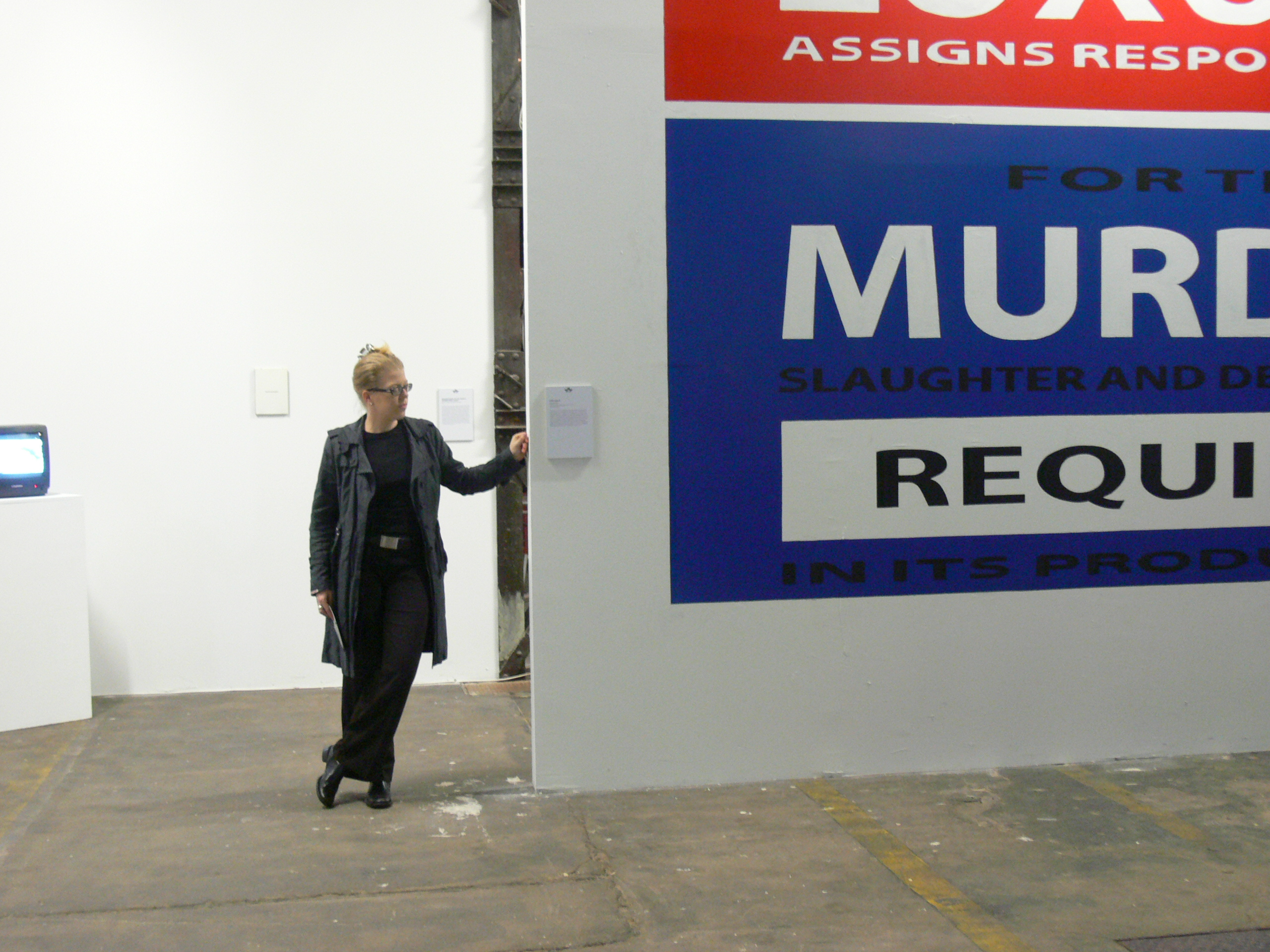
Inke Arns (2006)

Inke Arns (* 1968) ist eine deutsche Kuratorin. Sie ist seit 2005 Direktorin des Hartware Medienkunstvereins in Dortmund.

## Werdegang
Inke Arns studierte an der Freien Universität und der Humboldt-Universität Slawistik, Osteuropastudien, Politikwissenschaften und Kunstgeschichte in Berlin und Amsterdam von 1988 bis 1996. 2004 wurde sie an der Humboldt-Universität mit einer Dissertation zum Paradigmenwechsel der Rezeption der historischen Avantgarde und des Utopie-Begriffs in (medien-)künstlerischen Projekten der 1980er und 1990er Jahre in Ex-Jugoslawien und Russland promoviert.
Arns wurde 2023 zum Mitglied des Goethe-Instituts gewählt. Seit 2016 ist sie kooperatives Mitglied der Kulturpolitischen Gesellschaft (Bonn).

## Projekte
Als künstlerische Leiterin realisiert sie seit 2005 thematische Ausstellungen im Hartware Medienkunstvereins in Dortmund. Im Oktober 2019 realisierte sie die Ausstellung Der All-Right-Komplex, wozu sie von der Zeitschrift Monopol interviewt wurde. Sie hat zu neuer slowenischer Kunst, zu IRWIN und zu Laibach gearbeitet. Im Rahmen der Ausstellung Anna Kournikova Deleted by Memeright Trusted System – Art and Copyright in the Digital Age hat sie mit Francis Hunger zusammen gearbeitet. An der Universität Köln nimmt sie Lehraufträge zum Thema Internet wahr.

## Auszeichnungen
- 2011: JUMP Jahresförderpreis für Kunstvereine der Kunststiftung NRW für den HMKV.[7]
- 2012: als „Besondere Ausstellung des Jahres 2012“ ausgezeichnete Ausstellung Sounds Like Silence des HMKV von der deutschen Sektion der AICA (Internationaler Kunstkritikerverband).
- 2013: Lobende Anerkennung HMKV
- 2017: ADKV-ART COLOGNE Preis für Kunstvereine für den HMKV zum sechsten Mal (nach 2007, 2008, 2011, 2013, 2014)
- 2018: für das Projekt Sturm auf den Winterpalast
- 2019: zusammen mit Igor Chubarov und Sylvia Sasse mit dem Justus Bier Preis für Kuratoren